# Mosquer estriat occidental
El mosquer estriat occidental (Myiophobus crypterythrus), és una espècie d'ocell passeriforme de la família dels tirànids (Tyrannidae) pertanyent al gènere Myiophobus i fins a l'any 2022 considerada una subespècie de Myiophobus fasciatus. És nativa del nord-oest d'Amèrica del Sud.

## Distribució i hàbitat
Es distribueix a l'extrem sud-oest de Colòmbia (oest de Nariño), oest de l'Equador i nord-oest i nord del Perú (al sud fins al sud de Cajamarca i vall del Marañón).
Aquesta espècie és considerada força comuna en els seus hàbitats naturals: clarianes arbustives seques, pastures, jardins espessos i boscos esclarissats, tant en terres baixes com en contraforts muntanyencs, principalment per sota dels 1500 m d'altitud, encara que fins als 2000 m al sud-est de l'Equador, i fins a més alt al nord-oest del Perú.

## Sistemàtica

### Descripció original
L'espècie M. crypterythrus va ser descrita per primera vegada pel zoòleg britànic Philip Lutley Sclater el 1861 sota el nom científic Myiobius crypterythrus; la localitat tipus és «Pallatanga, oest de l'Equador.»

### Etimologia
El nom genèric Myiophobus es compon de les paraules del grec antic «μυια (muia)», «μυιας (muias)» que significa “mosca”, i «φοβος (phobos)» que significa “terror”, “por”, “pànic”; i el nom de l'espècie «crypterythrus», es compon de les paraules del grec antic «kruptes» que significa “amagat” i «eruthros» que significa “vermell”.

### Taxonomia
La present espècie, i el mosquer rovellat (Myiophobus rufescens), van ser tradicionalment tractades com a subespècies del mosquer estriat oriental (Myiophobus fasciatus), però, com ja va ser anticipat per autors anteriors, com Ridgely i Tudor (2009), van ser separades com a espècies plenes amb base en diferències de plomatge i de vocalització, el que va ser seguit per les principals classificacions i pel Comitè de Classificació de Sud-americà (SACC) en la Proposta No 963. És monotípica.
Les principals diferències apuntades per justificar la separació són: difereix de M. fasciatus per la corona del mascle invariablement roig-ataronjada i no groga; les estries del pit són grises i no marrons; la gola i el ventre són blancs i no beix; les parts superiors gris pissarra i no color de civada; pel cant diürn amb notes més llargues, aconseguint freqüències molt més altes i una gamma molt àmplia de freqüència i ritme més lent. Difereix de M. rufescens pel pit blanc estriat de gris i no roig pàl·lid llis; la gola i el ventres són blancs i no roig pàl·lid; les parts superiors gris pissarra i no color de civada; i pel cant diürn.